# Kazimierz Kloc
Kazimierz Kloc (ur. 1948) – polski ekonomista, historyk myśli ekonomicznej, doktor habilitowany nauk humanistycznych. Profesor Szkoły Głównej Handlowej w Warszawie, gdzie pełnił funkcje m.in. prorektora (2002-2005), prodziekana Studium Dyplomowego (1998-2002) oraz kierownika Zakładu Historii Myśli Ekonomicznej w Katedrze Teorii Systemu Rynkowego.

## Wybrane publikacje
- Plan i rynek w radzieckich dyskusjach ekonomicznych: 1917-1941, Państwowe Wydawnictwo Naukowe, Warszawa 1989.
- Historia samorządu robotniczego w PRL 1944-1989, Oficyna Wydawnicza SGH, Warszawa 1992.